# 福田真規夫
福田 真規夫（ふくだ まきお、1952年7月4日 - ）は、日本の工学者、大阪国際大学人間科学部人間健康科学科教授、学長補佐、2008年博士（工学：大阪大学）。学位論文の名は　「学習支援のためのインターフェースの研究」

## 研究分野
- 感性情報学・ソフトコンピューティング、経営学、教育工学、科学教育

## 主な所属学会
- 教育システム情報学会（関西支部幹事）
- 日本教育工学会
- 日本シミュレーション&ゲーミング学会
- AACE（Association for the Advancement of Computing in Education）
- 日本経営工学会
- 経営情報学会
- ゲーム学会（会長）
- パーソナルコンピュータ利用技術学会（常任理事）

## 主な著書
- 情報社会と情報基礎　第一法規出版、1990
- 上級SE心得ノート　日刊工業新聞社、1995
- マルチメディア時代と情報教育　パワー社、1995
- 人間健康科学入門　信山社出版、1995
- 情報教育の知恵　パワー社、1997
- 演習形式で学ぶマルチメディア（共著）　海青社、1999
- 創造するSE（共著）　CQ出版社、2000
- 上級SEのための仕事術心得ノート、日刊工業新聞社、2004
- 経営情報論（共著）　日科技連出版社、2007
- 教科書ICT（共著）　日科技連出版社、2008